# Belize Bird Rescue
Belize Bird Rescue (BBR) ist eine Vogelschutz-Organisation mit einer Auffang- und Rehabilitations-Zentrum in Belize. Die Nichtregierungsorganisation und Non-Profit-Organisation ist die einzige Organisation dieser Art in Belize. Sie ist von der Regierung anerkannt und wird unterstützt vom Belize Forest Department. Der Hauptzweck liegt in der Rehabilitation von Papageien-Wildfängen (psittacines) die aus dem illegalen Haustierhandel gerettet wurden. Bis zum Juli 2017 hat Belize Bird Rescue bereits mehr als 450 Papagaie wieder ausgewildert. Außerdem rettet die Organisation verletzte und verwaiste einheimische Vögel und durchziehende Zugvögel aller Arten und unterhält ein Sanctuary (Auffangstation) für Langzeitpflege von nicht-auswilderbaren Vögel.
BBR arbeitet in enger Zusammenarbeit mit dem Belize Forest Department und mit anderen NGOs und Non-Profit-Organisationen in Belize, unter anderem dem Toledo Institute for Environment and Development, Programme for Belize, der Belize Bird Conservancy und der Belize Audubon Society.
Zu den Einrichtungen des Zentrums gehören zahlreiche spezialisierte Voliere, eine Tierklinik, Aufzuchtstation und Quarantänegehege sowie Bewirtschaftungräume.

## Geschichte

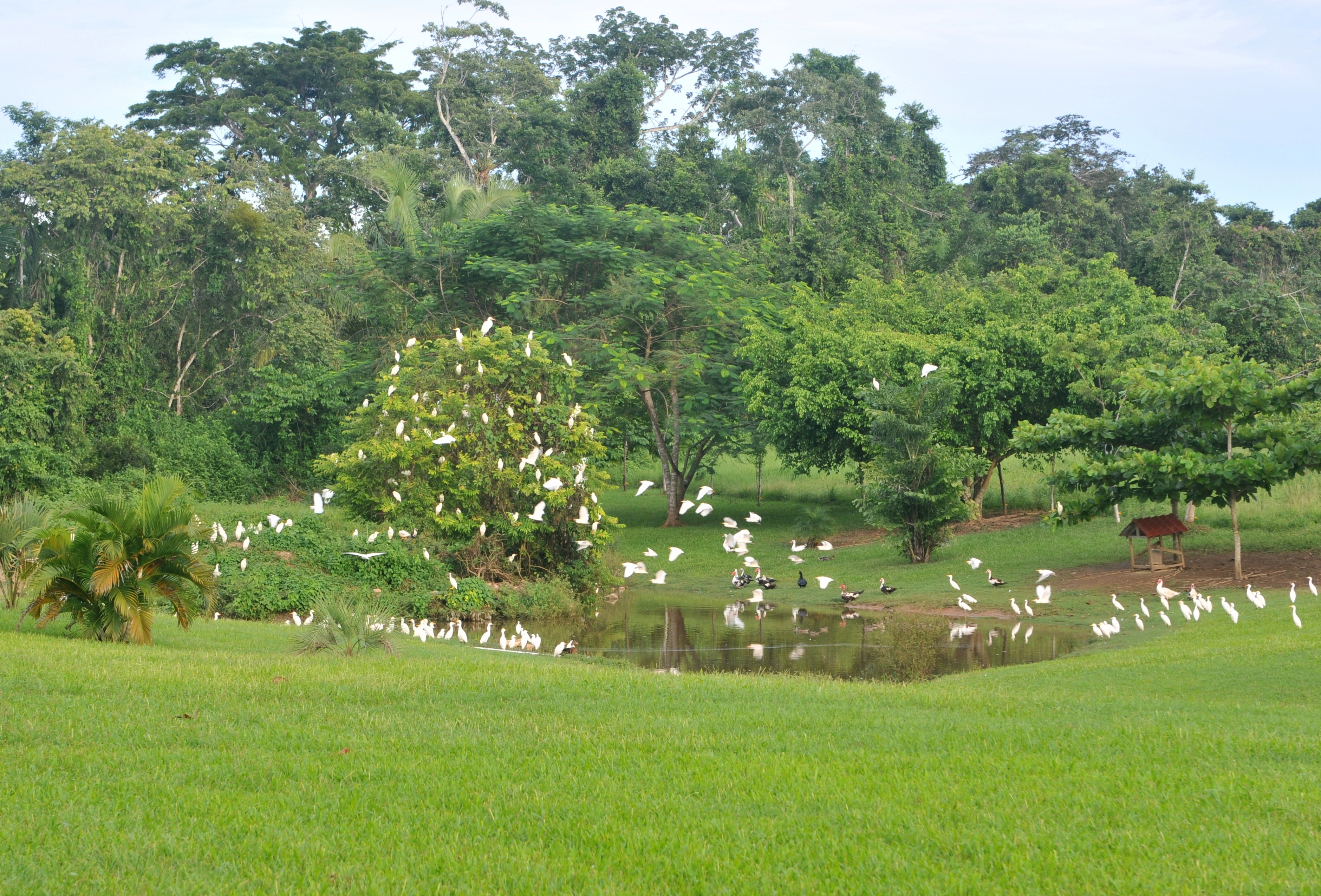
Reiher-Tümpel im Belize Bird Rescue-Zentrum.

### Ursprung
BBR wurde 2004 gegründet und hat ihren Sitz in der Hauptstadt Belmopan. Die Gründer erkannten, dass das Belize Forest Department Unterstützung benötigt bei der Rehabilitation von konfiszierten oder aufgefundenen Wildvögeln, die bei der Durchsetzung der Tierschutzgesetze aufgefunden werden (Wildlife Protection Act). Ursprünglich war die Hauptaufgabe Rehabilitation von Papageien-Wildfängen. Im Laufe der Jahre kamen auch weitere Vogelgattungen dazu.
Die Organisation erhielt 2014 staatliche Anerkennung und 2015 den Status einer Non-governmental Organisation.

### Finanzen
BBR wurde ursprünglich durch die Gründer finanziell getragen. Seit der Anerkennung als NGO 2015 erhält BBR private Spenden, Crowd-funding und Zuwendungen. Das jährliche Budget beträgt ca. $ 85.000.

## Forest Department Licence Programme
In Zusammenarbeit mit dem Belize Forest Department wurde ein Programm initiiert, durch welches Papageien, die bisher schon in Gefangenschaft gehalten werden, eine Lizenz erhalten, damit Eigentümer ihre Tiere legal behalten können, sofern sie die Mindeststandards von Tierhaltung und Pflege eingehalten werden.

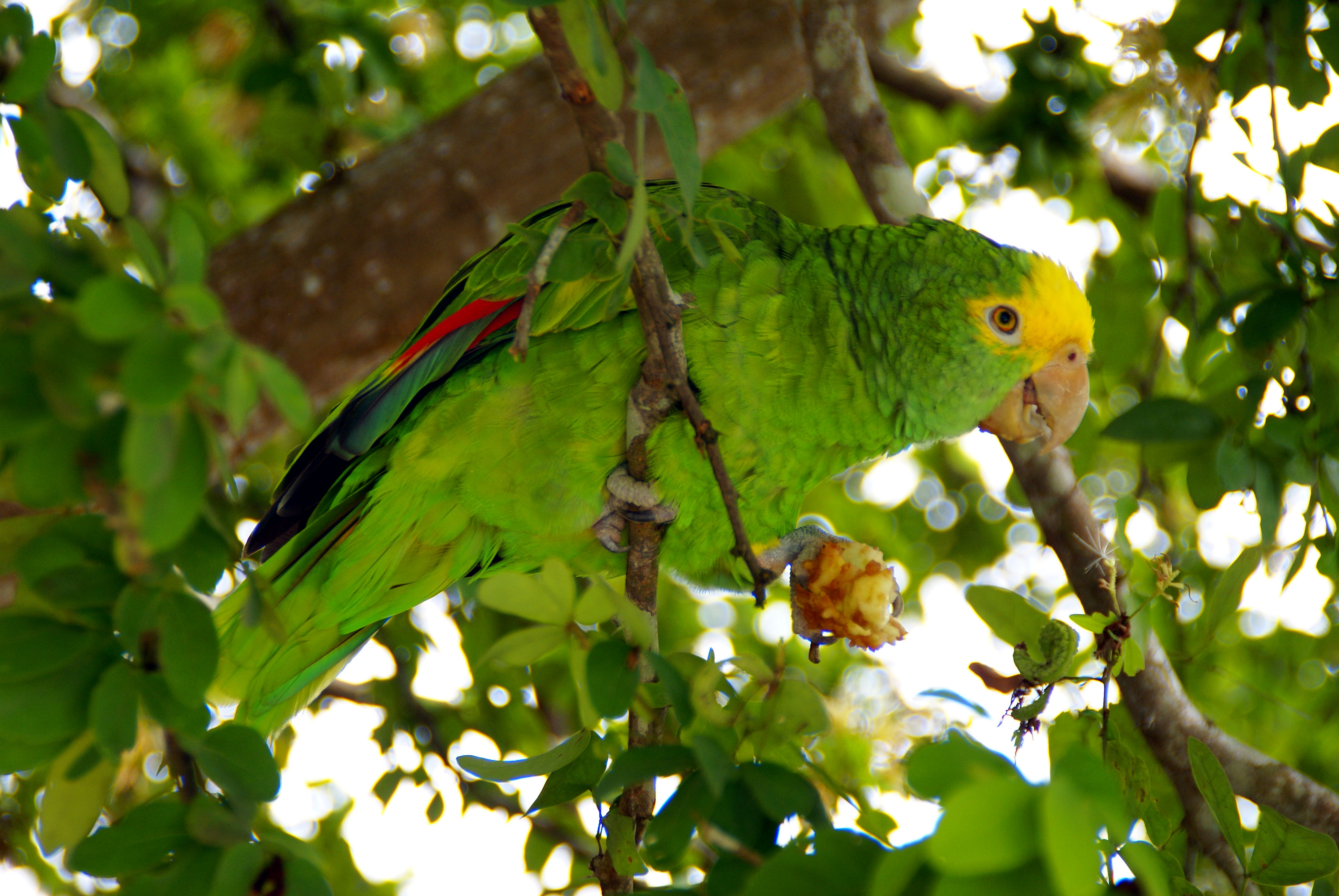
Gelbkopfamazone.

### Gelbkopfamazonen
Ein weiteres Projekt ist die Handaufzucht der gefährdeten Gelbkopfamazonen (Amazona oratrix) (Yellow-head hand-rearing project). Küken werden aus Nestern entnommen, die überbelegt, in Gefahr durch Wilderer oder Fressfeinde, oder durch Destabilisation der Nester sind. Diese werden im Zentrum hand-aufgezogen, bis sie Flügge sind und werden dann vorsichtig ausgewildert in überwachten und geschützten Gebieten.

### Bildung und Öffentlichkeitsarbeit
BBR betreibt verschiedene Programme zur Bildung des öffentlichen Bewusstseins mit Community Outreach, Veröffentlichungen, Ausstellungen und Anzeigenkampagnen.